# Верховный суд Республики Татарстан
Верхо́вный суд Респу́блики Татарста́н (тат. Татарстан Республикасы Югары Суды) — высший орган судебной власти Российской Федерации на территории Республики Татарстан. Исполняющий обязанности председателя ВС РТ с 31 мая 2023 года — Э. С. Каминский.

## История
Указом Сената Российской империи от 27 октября 1870 года учреждён Казанский окружной суд как вторая судебная инстанция по рассмотрению гражданских и уголовных дел после Казанской судебной палаты. Официально работу начал 8 ноября 1870 года. Действовал в Казанской губернии в составе двух отделений — гражданского и уголовного. Казанский окружной суд состоял из 38 судей. Товарищи председателя Казанского окружного суда руководили уголовным (8 членов суда) и гражданским (6 членов суда) отделениями. В 14 уездах губернии действовали 18 уездных членов окружного суда. В Казанском, Чистопольском, Лаишевском, Спасском, Тетюшском, Свияжском уездах было по 2 члена суда. В городах Чистополь, Козьмодемьянск и Чебоксары действовали городские судьи. Кандидаты на должность судей должны были иметь высшее юридическое образование, не менее 5 лет прослужить в суде в должности младших и старших кандидатов на судебные должности, на постах канцеляристов или секретарей отделений.
После февральской революции 1917 года Казанский окружной суд продолжил свою работу в прежнем порядке, судьи приняли присягу на верность Временному правительству. После октябрьской революции декретом ВЦИК и СНК РСФСР № 1 «О суде» от 22 ноября 1917 года были упразднены все судебные органы старого порядка, в том числе Казанский окружной суд, взамен которого был учреждён Казанский революционный трибунал. В связи с захватом Казани белочехами в мае 1918 года революционный трибунал прекратил свою работу. После восстановления советской власти в Казани в сентябре 1918 года Казревтрибунал заработал вновь, а в ноябре того же года преобразован в Татарский военный революционный трибунал. Одновременно, 30 ноября 1918 года было издано положение о единой системе народных судов, согласно которому был образован Татарский народный суд в качестве первой инстанции и Губернский совет народных судей как вторая инстанция, занимавшаяся рассмотрением жалоб на приговоры и решения народных судов.
12 декабря 1922 года на основании постановления 4-й сессии ВЦИК 9-го созыва от 31 октября 1922 года образован Областной суд ТАССР, в который были объединены Татревтрибунал и Татсовнарсуд. 17 октября 1923 года постановлением ВЦИК и СНК РСФСР от 5 сентября 1923 года преобразован в Главный суд ТАССР. Исполнял функции суда первой инстанции по уголовным и гражданским делам, кассационного суда, занимался ревизионно-контрольной деятельностью в порядке судебного надзора за народными судьями и следователями, осуществлял непoсредственное руководство народными судами республики. Состоял из председателя, заместителей председателя по уголовным и гражданским отделениям, членов суда, избираемых ЦИК ТАССР. Действовал в составе пленума, судебных и кассационных коллегий по уголовным и гражданским делам, специальной коллегии, информационно-статистического и организационно-инструкторского отделов.
После принятия конституции ТАССР 1937 года, постановлением ЦИК ТАССР от 16 февраля 1937 года Главный суд ТАССР переименован в Верховный суд ТАССР (с 1990 года — Татарской ССР, с 1992 года — Республики Татарстан). Состоял из председателя, 2 заместителей председателя, 21 члена суда, а также народных заседателей. Наряду с тройками НКВД и военными трибуналами, Верховный суд ТАССР принимал активное участие в сталинских репрессиях посредством выездных заседаний, судебных и специальных коллегий, которые осудили несколько тысяч человек по обвинениям в «антисоветской деятельности», участии в «контрреволюционных организациях», «вредительстве». Всего в ТАССР было репрессировано около 55 тысяч человек, порядка 14 тысяч погибло в местах заключения, а 6 тысяч человек — расстреляно. После смерти Сталина в начале 1950-х годов такие решения были признаны незаконными, а безвинно осуждённые реабилитированы. Тем не менее, участие Верховного суда ТАССР в политических репрессиях продолжилось и в дальнейшем.
В 1954 году при суде был введён президиум. Указом Президиума Верховного Совета РСФСР от 11 апреля 1957 года было упразднено министерство юстиции ТАССР, а функции судебного управления были целиком сосредоточены в Верховном суде ТАССР. В ходе реорганизации Верховный суд ТАССР стал состоять из председателя, 3 заместителей, 22 членов суда. До 1958 года судьи избирались Верховным Советом ТАССР сроком на 3 года, в 1958—1990 годах — на 5 лет, с 1990 года — 10 лет. К 1999 году в Верховном суде РТ работали 56 судей, в том числе председатель, первый заместитель председателя и 2 заместителя по гражданским и уголовным делам. В ходе судебной реформы в 2001 году состав Верховного суда РТ был увеличен до 64 судей, включая руководство. В настоящее время ВС РТ считается преемником Казанского окружного суда.

## Полномочия и обязанности

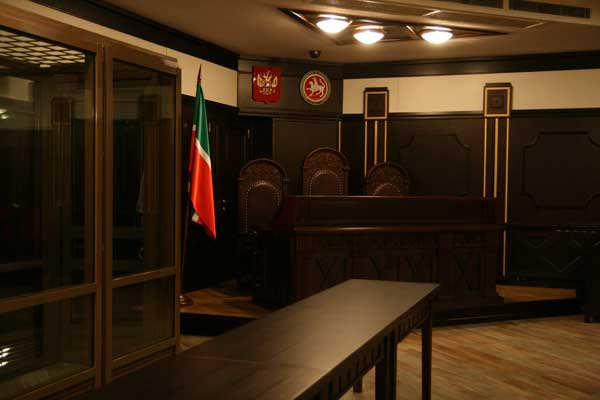
Зал рассмотрения уголовных дел

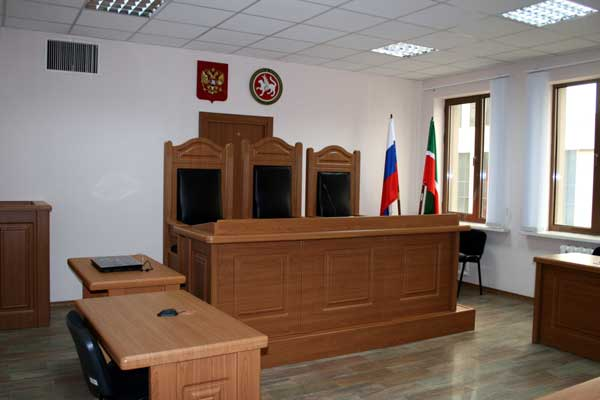
Зал рассмотрения гражданских дел

Верховный Суд РТ является федеральным судом общей юрисдикции на территории Республики Татарстан и непосредственно вышестоящей судебной инстанцией в отношении к районным (городским) судам и мировым судьям на территории РТ. Судьи Верховного суда РТ назначаются на должность президентом РФ по представлению председателя Верховного суда РФ и по согласованию с Государственным Советом РТ без ограничения срока полномочий. Руководство Верховным судом РТ осуществляют председатель и четыре его заместителя, тогда как в штате суда состоят 128 судей. Верховный суд РТ действует в составе президиума, судебных коллегий по гражданским (председатель и 17 судей) и по уголовным делам (председатель и 44 судьи), из числа судей которых сформированы судебные составы, специализирующиеся на рассмотрении отдельных категорий дел. Судьи и заседатели независимы и подчиняются только закону. В компетенцию Верховного суда РТ входят — право законодательной инициативы; рассмотрение дел в качестве суда первой инстанции, в кассационном порядке, в порядке надзора, по вновь открывшимся обстоятельствам; осуществление надзора за судебной деятельностью районных и городских судов; изучение и обобщение судебной практики, анализ судебной статистики. Решения, приговоры и определения судебных коллегий, постановления судьи Верховного суда РТ могут быть обжалованы и опротестованы в Верховном суде РФ в соответствии с процессуальным законодательством.

## Председатели
| - 1870—1875: Лазарев А. Е.. - 1875—1894: Грасс Л. Е.. - 1894—1899: Завадский В. Р.. - 1899—1903: Кудревич В. К.. - 1903—1907: Дьяченко С. В.. - 1907—1916: Казин Н. Н.. - 1917—1918: Туношенский В. В.. - 1918: Бочков, А. И.. - 1918—1919: Нехотяев А. Н.. - 1919—1920: Бирюков Е. М.. - 1920—1921: Богаутдинов Г. Б. - 1921—1922: Хайруллин К. Х. - 1922—1923: Саттаров Ш. З. - 1923—1925: Хайруллин К. Х | - 1925—1927: Султанов Р. Б. - 1928—1930: Муратов С. Х. - 1930—1932: Алеев Н. А. - 1932—1934: Набиуллин Х. Н. - 1934—1937: Сагитов Г. Г. - 1938—1941: Шамсутдинов Г. Х. - 1941—1950: Сафиуллин К. С. - 1950—1954: Токарев Ф. Л. - 1954—1958: Орлов А. К. - 1958—1965: Нацибуллин Я. Н. - 1965—1969: Басов А. Д. - 1969—1985: Беглова С. А. - 1985—2011: Баранов Г. М. - 2011—2023: Гилазов И. И.. - 2023—н. в.: Э. С. Каминский. |

## Местонахождение

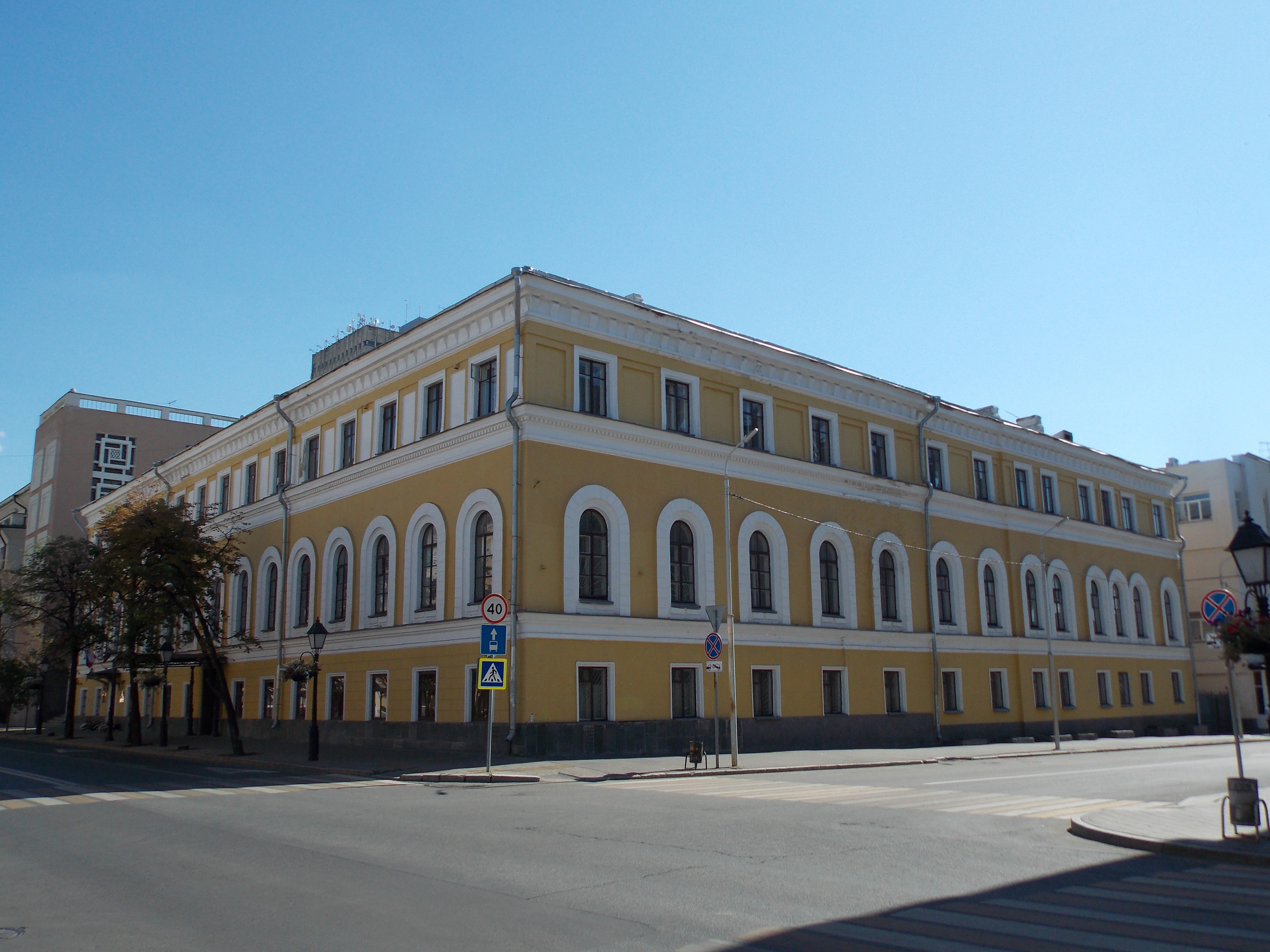
Старое здание ВС РТ

Старое здание располагается по улице Кремлёвской (бывш. Воскресенская, Ленина), памятник истории федерального значения. Построено в 1825 году в два этажа из кирпича в стиле классицизма архитектором А. К. Шмидтом для казанского вице-губернатора А. Я. Жмакина, в 1830-х годах куплено под квартиру военного губернатора. В этом доме в августе 1837 года провела вечер группа декабристов (А. И. Вегелин, В. Н. Лихарев, Н. И. Лорер, М. А. Назимов, М. М. Нарышкин, А. И. Одоевский, А. Е. Розен, А. И. Черкасов), отправленная из сибирской ссылки на Кавказ в действующую армию. В 1872—1874 годах перестроено под помещение Казанского окружного суда и судебной палаты архитектором Л. К. Хрщоновичем; в последующие годы сильно перестраивалось, в частности, был надстроен третий этаж. Ныне там располагается приемная президента России в Татарстане.

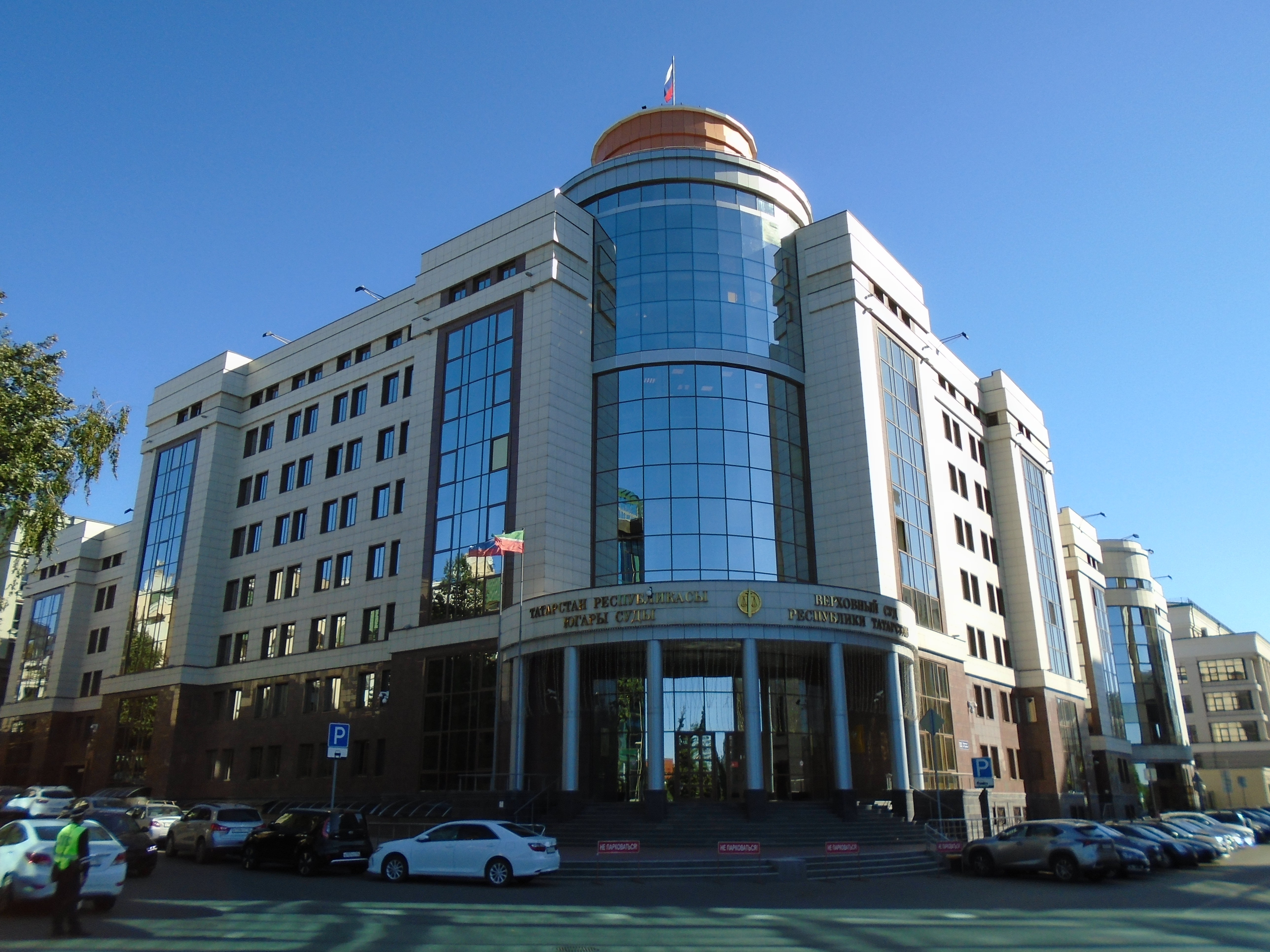
«Дворец правосудия» ВС РТ

Ныне суд находится в здании под названием «Дворец правосудия», построенном в 2002—2009 годах по улице Пушкина на перекрёстке с улицей Бассейной. Раньше на этом месте, на углу Бассейной и Безымянного переулка (дом № 38/2 по Пушкина) стоял бывший дом Степанова, в которой располагалась вторая булочная А. С. Деренкова, отдававшего часть доходов на революционные нужды. Именно там в 1887—1888 годах работал пекарем А. М. Пешков — будущий писатель Максим Горький. По воспоминаниям Деренкова, Пешков работал «в качестве как бы заведующего и пекарней, и булочной», в которой собиралась революционная молодёжь, а также ходил в разноску булок, распространяя таким образом литературу среди учащихся и рабочих. За домом и его посетителями был установлен негласный полицейский надзор: в отчетё Казанского губернского жандармского управления отмечалось, что «булочная эта была с весьма подозрительными целями, сущность коих, однако, не представилось выяснить», имея «чисто конспиративный характер, служа местом подозрительных сборищ учащейся молодёжи, занимавшейся, между прочим, совместными чтениями тенденциозных статей и сочинений для саморазвития в противоправительственном духе, в чём участвовал и Алексей Пешков». Попытавшись покончить с собой из-за неразделённой любви к сестре Деренкова, Пешков после излечения от огнестрельного ранения недолгое время продолжил работать в булочной, а затем уехал из Казани в странствия по Волге, в ходе чего и стал Горьким. По состоянию на 1946 год, во время визита Деренкова в Казань на горьковскую научную сессию, на доме была установлена мемориальная доска. По одним данным, уже в 1959 году он считался «несохранившимся», по другим же он был снесён в 1976—1977 годах.